# Humberto Uscátegui
Humberto Uscátegui ist ein ehemaliger kolumbianischer General, der 2009 zu 40 Jahren Gefängnis verurteilt wurde, weil er wissentlich ein Massaker der Vereinigten Selbstverteidigungskräfte Kolumbiens (AUC) im Juli 1997 mit 49 Toten in dem Dorf Mapiripán duldete.